# Ogyris delphis
Ogyris delphis är en fjärilsart som beskrevs av Tindale 1952. Ogyris delphis ingår i släktet Ogyris och familjen juvelvingar. Inga underarter finns listade i Catalogue of Life.